# Pedro de Moura
Pedro de Moura (Uberaba, 11 de junho de 1901 — junho de 1988) foi um engenheiro e geólogo brasileiro e um dos precursores da descoberta e produção do petróleo no Brasil, tendo descoberto o primeiro campo de petróleo explorado no país (Campo de Candeias).

## Biografia
Mineiro de Uberaba, Pedro de Moura formou-se em engenharia de minas, metalurgia e civil na Escola de Minas de Ouro Preto em 1925.
Deu também um grande contributo para o mapeamento das jazidas de carvão e petróleo do Amazonas. Foi o primeiro a mapear a geologia da Amazônia entre 1925 e 1938 pelo Serviço Geológico e Mineralógico do Brasil, contraindo malária 12 vezes. Em 1940 foi incumbido pelo CNP de mapear o Recôncavo Baiano. Respondeu no ano seguinte pela perfuração do primeiro poço produtor do país em Candeias contra a expectativa e opinião de diversos técnicos. Candeias produz até hoje.
Apareceu na foto histórica com Vargas com as mãos sujas de petróleo. Foi também convidado por parlamentares para defender o monopólio do Petróleo no congresso nacional.
Entrou na Petrobras em 1954, chefiou os escritórios de Nova York e Paris de 1952 a  1965. Foi Superintendente (equivalente ao cargo de Gerente Executivo) de Exploração da Petrobras. Priorizou na Petrobras a substituição de técnicos estrangeiros por técnicos nacionais e teve participação decisiva para que a Petrobras explorasse petróleo no mar.
Foi também um grande combatente do Relatório link, emitido pelo Geólogo Americano Walter K. Link, tendo embates públicos com o mesmo.
Pedro de Moura afirmava que Link defendia interesses políticos e não técnicos. Chegou a vender imóveis de família para investir em algumas prospecções na Amazônia. 
Pedro de Moura é, junto com Felisberto Carneiro, autor do livro Em busca do petróleo brasileiro (ed. Fundação Gorceix, Ouro Preto, 1976, egotado).
Em 8 de junho de 2001 fui inaugurado o Memorial Geólogo Pedro de Moura na Província Petrolífera do Rio Urucu, no Alto Solimões, a 600 quilômetros de Manaus, base de operações de Urucu pela Petrobrás.